# Церковь Рождества Пресвятой Богородицы (Тацинская)
Церковь Рождества Пресвятой Богородицы — православный храм в станице Тацинской Ростовской области.
Адрес: Ростовская область, Тацинский район, станица Тацинская, площадь Калинина.

## История
До Октябрьской революции в станице было два храма. Оба они были уничтожены до войны — в начале 1930-х годов разрушили Никольскую церковь, а в 1937 году снесли и второй храм, поставив на его месте деревянный, временный, который вскоре превратили в зернохранилище, а потом разобрали. В 1946 году, используя оставшиеся материалы от деревянной церкви, станичники оборудовали молитвенный дом, в котором и совершались богослужения до 1960-х годов. В хрущёвские времена он был закрыт, а приход снят с регистрации.
Снова приход Рождества Пресвятой Богородицы в станице Тацинской был зарегистрирован 9 ноября 1989 года и размещался в молитвенном доме по улице Песчаной, 27. Первым её настоятелем стал священник Виктор Воронов. При следующем настоятеле — протоиерее Александре Минине, было принято решение о строительстве храма на площади Калинина. Освящение закладного камня состоялось 12 сентября 1993 года. В 1994 году настоятелем прихода был назначен протоиерей Василий Маштанов, выбравший для создаваемого храма проект архитектора И. В. Гануса.
Первая служба в построенной церкви состоялась 21 сентября 1999 года. К 2003 году в храме были выполнены внутренние и внешние отделочные работы, изготовлен иконостас. С 21 мая 2010 года её настоятелем является священник — иерей Ростислав Сагинашвили. Находится церковь по адресу — площадь Калинина, 42.
Интересно, что до постройки этого храма в Тацинском районе более полувека не было ни одной действующей церкви, кроме разрушенной в предвоенные годы церкви иконы Божией Матери «Одигитрия» в хуторе Карпово-Обрывский.